# Santuario del Santissimo Crocifisso (Nemi)
Il santuario del Santissimo Crocifisso, già chiesa di Santa Maria di Versacarro, è un luogo di culto cattolico di Nemi, in provincia di Roma, nella sede suburbicaria di Albano. È stato meta di visite apostoliche di Pio IX nel 1869 e di Paolo VI nel 1969.
La chiesa di Versacarro venne fondata nel 1637 dal marchese Mario Frangipane per ospitare i francescani dopo che i cappuccini si erano trasferiti a Genzano, nel convento dei Cappuccini. Nel 1645 arrivarono i religiosi e la nuova chiesa venne intitolata alla Madonna di Versacarro.
Nel 1669 venne esposto un Crocifisso ligneo, opera di Vincenzo Pietrosanti. La tradizione vuole che fosse trovato miracolosamente compiuto. Da allora il luogo di culto prese nome di "santuario del Crocifisso".
Nel 1675 padre Felice da Napoli dipinse alcune opere alle pareti della chiesa. L'antica icona della Vergine di Versacarro venne rubata nel febbraio 2002 e in seguito ritrovata il 30 marzo 2006 a Messina dalla polizia.